# Sepako
Sepako è un villaggio del Botswana situato nel distretto Centrale, sottodistretto di Tutume. Il villaggio, secondo il censimento del 2011, conta 682 abitanti.

## Località
Nel territorio del villaggio sono presenti le seguenti 19 località:
- Chamagane,
- Chezengezi,
- Dudujinaa Vet Camp /Baootho di 2 abitanti,
- Magagakwe di 4 abitanti,
- Makalamabedi di 5 abitanti,
- Mapanda,
- Matondo,
- Ndrai Vet Camp,
- Paiwa,
- Potelekani di 4 abitanti,
- Sematlaphiri Vet Camp di 1 abitante,
- Simesime,
- Teremane Vet Camp di 14 abitanti,
- Thokamboba,
- Tlhapi e a Ntoma Vet Camp di 2 abitanti,
- Tlhobolotswana di 20 abitanti,
- Tswenya,
- Two-Two Vet Camp di 2 abitanti,
- Zibanana